# علم السموم المهنية
علم السموم المهني ويطلق عليه بالأنجليزية (Occupational Toxicology): هو تطبيق  مبادئ ومنهجية علم السموم تجاه الاخطار الكيميائية والبيولوجية التي يتم مواجهتها في العمل وقد نشأ لحماية العمال من المواد السامة وجعل بيئة عملهم امنة من السموم و الأخطار الكيميائية في مكان العمل. يركز على المواد والظروف التي تحدث في أماكن العمل، وإن الاستنشاق والتعرض الجلدي هي الأكثر أهمية، وغالبًا ما يكون هنالك تعرض لمزيج من المواد الكيميائية معقدّة التفاعلات، يؤثر في الصحة والعوامل البيئية والفردية الأخرى، وهنالك التركيز على تحديد التأثيرات الضارة المبكرة التي تكون أكثر دقة من تلك الموجودة في الطب السريري.
يتفاعل علم السموم المهنية إلى حد كبير مع الحقول الفرعية الأخرى للسلامة والصحة المهنية. يدرس علم الأوبئة المهنية العوامل المسببة، والتحقيقات السّمية المهمة في تأسيس المؤشرات الحيوية لمراقبة الصحة في مكان العمل. تقترح دراسات علم السموم المهنية ضوابط المخاطر التي يستخدمها خبراء حفظ الصحة الصناعية. تعد دراسات السمية أيضًا من المدخلات المهمة لإجراء تقييم المخاطر المهنية، ووضع المعايير واللوائح، مثل حدود التعرض المهني.

## خلفية علم السموم
عُدَّ -منذ عام 1983- نحو 60.000 مركب كيميائي لها آثار مهنية. بعض القطاعات لديها زيادة احتمال التعرض للعوامل الكيميائية والبيولوجية، متضمنةً التصنيع، والبناء، والتعدين، وقطع الأشجار، والزراعة، وكذلك قطاع الخدمات، وأماكن العمل، مثل: إصلاح السيارات، ومحطات البنزين، وخطوط الأنابيب، والشاحنات، والنقل بالسكك الحديدية، وإدارة النفايات ومعالجتها، والحدائق النباتية.
دراسات السمية هي دراسات معملية تجريبية حول استجابة الكائنات الحية والمسارات البيولوجية لمادة ما، ويمكن أن تولد بيانات تُستخدم في أنشطة السلامة والصحة المهنية الأخرى.

## الأهداف
يولد علم السموم المهنية البيانات التي تُستخدم لتحديد المخاطر وتأثيراتها الفسيولوجية، وتحديد العلاقات بين الجرعة والاستجابة. وضع المعايير والتنظيم من الاستخدامات الرئيسية لهذه البيانات. قد تتخذ شكل حدود التعرض المهني، التي تستند إلى مستويات التركيز المحيط للمواد السامة. تشمل أيضًا مؤشرات التعرض البيولوجي، التي تستند إلى المراقبة الحيوية لمادة سامة أو نواتجها الأيضية أو غيرها من المؤشرات الحيوية. يلعب علماء السموم دورًا كبيرًا في تحديد المؤشرات الحيوية، التي يمكن استخدامها للرصد الحيوي في أثناء تقييم التعرض وأنشطة المراقبة الصحية في مكان العمل.
علم السموم المهنية مكمل لعلم الأوبئة المهنية بدرجة أكبر من علم السموم وعلم الأوبئة عمومًا. مثلًا، قد تكون حالات التفشي التي تُحدد استنادًا إلى الدراسات الوبائية -مثل دراسات حالة تقييم التعرض أو المراقبة الصحية في مكان العمل- مصدر إلهام لدراسة السمية للعوامل المسببة المشتبه بها أو المؤكدة. وعلى النقيض من ذلك، فإن نتائج التحقيق في السمية مهمة في إنشاء المؤشرات الحيوية للمراقبة الصحية في مكان العمل لتحديد التعرض المفرط واختبار صلاحية حدود التعرض المهني. تهدف هذه المؤشرات الحيوية إلى المساعدة في الوقاية من طريق تحديد الآثار الضارة المبكرة، على النقيض من تشخيصات الطب السريري المصممة للكشف عن الحالات المرضية المتقدمة.
تتمتع دراسات السميّة بميزة تفوق علم الأوبئة، إذ يمكنها دراسة مواد جديدة قبل التعرض لها في التجارة، أو عند عدم توفر البيانات الوبائية. يتمتع علم السموم أيضًا بميزة توضيح ليس فقط النتائج الصحية العلنية، ولكن الخطوات البيوكيميائية الوسيطة مثل عمليات التحول البيولوجي، وكذلك التغيرات الخلوية المبكرة، ويمكن أن تساعد في تطوير تدابير لمنع أو علاج السمية.
قد تقترح دراسات علم السموم المهنية أو تقيم ضوابط المخاطر التي يستخدمها خبراء حفظ الصحة الصناعية.
يختلف علم السموم المهنية عن علم السموم البيئية في أن الأول به عدد أقل من الأفراد الصناعيين، ولكن مع نطاق أوسع من مستويات التعرض. تميل السموم البيئية إلى التركيز على المواقف ذات مستويات التعرض المنخفضة لأعداد أكبر من الناس، إذ قد تتركز الآثار الضارة لدى الأشخاص المعرضين -بصفة خاصة- لمادة سامة معينة بسبب عوامل وراثية أو عوامل أخرى.